# Cerro de San Blas (Chinchilla de Montearagón)
El cerro de San Blas es una prominencia del terreno sobre la que se emplaza la ciudad española de Chinchilla de Montearagón (Albacete). Forma parte de la sierra de Chinchilla, que a su vez es parte de la cordillera de Montearagón.
En su cima se sitúa el castillo de Chinchilla, antigua fortaleza restaurada en el siglo XV que le confirió su aspecto actual.
Es identificado por los investigadores con el solar de la antigua Saltigi o de Šintiŷŷāla/Ŷinŷāla de época islámica.